# Vlag van de Jihad

Vlag van de Jihad

De vlag van de Jihad bestaat uit een zwart veld met in witte letters de sjahada: de islamitische geloofsbelijdenis. Dezelfde vlag, maar met zwarte letters op een wit veld, vormt de vlag van het Kalifaat. Tijdens het regime van de Taliban, was de vlag van het Kalifaat ook de vlag van Afghanistan.
Feitelijk bestaat er geen 'vlag van de Jihad', maar is de uitdrukking afkomstig van de verschillende jihadistische bewegingen die allemaal varianten van zwarte vlaggen met de shahada erop voerden: de Unie van Islamitische Rechtbanken, het Kaukasisch Emiraat, Al-Shabaab, Abu Sayaf, Jabat al-Nusra en de Islamitische Staat. In sommige varianten, zoals de vlag van de Islamitische Staat, is het zegel van Mohammed toegevoegd. Andere varianten tonen wapens zoals zwaarden, waardoor de vlag enigszins lijkt op de Jolly Roger.
De kleur grijpt terug op de oorlogsvlag van Mohammed, de 'raya', die eveneens zwart was. Verder is het zwart een verwijzing naar de eindstrijd, waarin het eindgevecht tussen gelovigen en ongelovigen plaats zal vinden en waarin de gelovigen eveneens de zwarte vlag zullen voeren. De zwaarden die op sommige varianten worden getoond, staan voor de voorspelling dat deze eindstrijd met zwaarden zal worden uitgevochten en dat alle andere (meer geavanceerde) wapens waardeloos zullen zijn. Daarbij staat de zwarte vlag voor de opstand en werd deze gevoerd door de Abbasiden toen zij in opstand kwamen tegen de Omayaden, en door de Rashidun toen ze oorlog voerden tegen Byzantium en Iran. De vlag grijpt derhalve terug op Mohammed en twee roemrijke kalifaten, en door de shahada toe te voegen versterkt deze symboliek, daar de tekst in de ogen van veel moslims heilig is ongeacht aan welke organisatie de vlag toebehoort.
Verwante vlaggen worden onder andere gevoerd door:
- Het Rashidun-kalifaat
- Het Abbasidenkalifaat
- Afghanistan van 1880 tot 1926
- De Taliban en het Emiraat Afghanistan (feitelijk dezelfde vlag maar dan zwart-op-wit in plaats van wit-op-zwart)
- De Islamitische Staat
- Jabhaat al-Nusra
- Al-Shabaab
- Boko Haram
- Abu Sayyaf
- Al Qaida
- Het Kaukasusemiraat
- Jemaah Islamiyah
- en verscheidene andere jihadistische groeperingen

Veel jihadistische groeperingen zijn na het succes van de Islamitische Staat overgegaan tot het voeren van soortgelijke vlaggen als IS, ook als ze voorheen een eigen vlag hadden, waarschijnlijk in de hoop mee te liften op de aantrekkingskracht die IS op nieuwe rekruten heeft. Verschillende Europese landen hebben de vlag echter verboden. In Nederland werd de vlag verboden bij een demonstratie, en in Duitsland en Oostenrijk is de jihadvlag tot een anticonstitutioneel symbool verklaard waarmee het voeren van de vlag strafbaar wordt op soortgelijke wijze als nazipropaganda in deze landen al strafbaar was.
Hoofdartikel: Vlaggen van de wereld      Portaal: Vlaggen en wapens
Vlaggen van A tot Z · Historische vlaggen · Handelsvlaggen van de wereld · Marinevlaggen van de wereld · Vlaggen van staten met beperkte erkenning · Vlaggen van internationale organisaties · Vlaggen van gebieden met separatistische of irredentistische bewegingen · Vlaggen van hoofdsteden · Vlaggenlijsten per land · Vlaggen van afhankelijke gebieden · Vlaggen van subnationale entiteiten · Vlaggen van gemeenten · Vlaggen van micronaties · Taalvlag
Zie ook: Vexillologie · Vlag · Vlaginstructie · Wimpel